# Pudliszki
Pudliszki – wieś w Polsce położona w województwie wielkopolskim, w powiecie gostyńskim, w gminie Krobia.
Miejscowość położona jest w odległości ok. 3 km na zachód od Krobi. Leży na lewym brzegu Polskiego Rowu (prawego dopływu Baryczy), na Wysoczyźnie Leszczyńskiej.

## Historia
Wieś pierwotnie związana była z Wielkopolską. Początkowo w miejscu Pudliszek istniały dwie wsie szlacheckie Pudliszki oraz Krajewki. Jedna należała do lokalnego rodu wielkopolskiego Pudliszkowskich, którzy od nazwy wsi przyjęli odmiejscowe nazwisko. Druga wieś zwała się Krajewki, od której jej właściciele przyjęli nazwisko Krajewskich. Rozgraniczenie obu wsi nastąpiło około roku 1390. W źródłach odnotowywano także wsie jako wieś podwójną pod nazwą Pudliszkowice: „medzi obogimi Pudliszcoviczami”. W XVI wieku wieś Krajewki została wchłonięta przez wieś Pudliszki stając się jej częścią. Właścicielami Pudliszek była także szlachta z rodu Granowskich. W 1466 Pudliszki i Krajewki leżały w powiecie kościańskim Korony Królestwa Polskiego w parafii Krobia.
Obie wsie Pudliszki i Krajewki istniały co najmniej od drugiej połowy XIV wieku. Wieś Krajewki uważa się za dział wsi Pudliszki jednak odnotowano ją wcześniej bo w 1392 jako „Craiewicze”, 1418 „Crayevicze”, 1420 „medzi obogimi Pudliszcoviczami”, 1420 „Crayewicze”, 1427 „Minus Crayewicze”, 1432 „Minus Krayewky”, 1436 „Crayewniki”, 1466 „Krayewky”, 1469 „Minus Crayewky”, 1481 „Crayewky”, 1481 „Minus Cragyewycze, Parwa Cragyewycze”, 1485 „Parwa Crayewycze”, 1510 „Krayewki”.
Pierwsza zachowana wzmianka o Pudliszkach pochodzi z 1394 w łacińskim dokumencie gdzie odnotowane zostało odmiejscowe nazwisko „Pudliskowski”. W 1398 miejscowość odnotowano jako „Pudliszkovo”, 1403 „Pudliszkouice”, 1407 „Pudliszczouicze”, 1416 „Pudliskowicze”, 1420 „Pudliscovicze, Pudlieszcowicze”, 1426 „Pudlyscowicze”, 1445 „Pudliskowycze”, 1478 „Pudlyszkowycze”, 1499 „Pudlyszky”, 1510 „Pudlisky”, 1513 „Pudliski”, 1530 „Podlyski”.
Osadnictwo w okolicy wsi istniało jednak wcześniej niż zachowane zapisy. W pobliżu wsi odnaleziono cmentarzysko kultury wczesnołużyckiej z grobami kurhanowymi. W 11 mogiłach odkryto bransolety, sierpy i szpile. Odnaleziono też ślady grodziska z X wieku.
W latach 1394-1412 właścicielem we wsi był Jasiek Pudliszkowski lub Krajewski zwany „Pudliszek”. Od około 1390 posiadał on majątek w Pudliszkach zwany „Krajewki”. W latach 1394-1401 odnotowany został Marcin Pudliszek (Pudliszkowic, Pudliszkowski), który w 1401 dowodził przy pomocy świadków, że nie organizował napadu na Jaśka Krajewskiego z Krajewek.
W latach 1406-1408 źródła historyczne odnotowały Jana Granowskiego syna Włodzimierza herbu Leliwa. W 1406 dowodził on przy pomocy świadków przed starostą generalnym Wielkopolski, że w swoim grodzie w Pudliszkach nie ukrywał złodziejów. Wymianiany również w dwóch innych procesach: w 1407 świadczył o szlachectwie Jana z Bukowca Małego, a w 1408 w sporze majątkowym z Sędziwojem Pitilem.
W latach 1413-1424 odnotowany został Milesza Pudliszkowski z Pudliszek. W 1418 Maciej oraz Milesza Pudliszkowscy toczyli spór graniczny z Janem Krajewskim z Krajewek oraz z jego siostrą Katarzyną, którzy wycenili swoje szkody na 10 grzywien. W 1420 Milesza Pudliszkowski dowodził, że nie rozorał kopców granicznych pomiędzy dwiema wsiami zwanymi Pudliszki i że „ta wieś, w której siedzi Janusz Krajewski nazywa się już Krajewice (Krajewki), a nie Pudliszki. Według świadectwa Mileszy ozgraniczenie tych dwóch działów wsi Pudliszki, z których jeden stał się osobną wsią Krajewki, nastąpiło przed 30 laty czyli w 1390. W latach 1420-1421 Milesza prowadził dalsze spory z Januszem Krajewskim z Krajewek; tym razem o wzajemne obrazy w sądzie. W 1422 dowodził przed sądem przy pomocy świadków, że nie uwięził księdza Czessińskiego w okolicy miasta Góry na Śląsku i, że nie zabrał mu koni. W latach 1418 i 1421 wymieniono Jakusza noszącego odmiejscowe nazwisko Kokoszyński od Kokoszek k. Krobi], który potem przyjął nazwisko Pudliszkowski gdy został dziedzicem Pudliszek.
Miejscowość odnotowano również w historycznych rejestrach poborowych. W 1510 odnotowano Pudliszki jako wieś oraz folwark. W 1530 miał miejsce we wsi pobór z 4 łanów. W 1563 pobrano podatki od 5 i 3/4 łana, karczmy dorocznej oraz wiatraka dorocznego. W 1564 we wsi odnotowano 3,5 łana. W 1581 miał miejsce pobór od 6 łanów, 7 zagrodników oraz wiatraka dorocznego.
W XIII wieku okolica ta stanowiła własność klasztoru cysterek w Łubnicy, a na przełomie XIV i XV wieku rycerz Marcin Pudliszko herbu Habdank otrzymał od polskiego króla za zasługi wojenne ziemię między wsiami Kokoszki i Adamowo – teren obecnych Pudliszek.
Wieś Pudliski położona była w 1581 roku w powiecie kościańskim województwa poznańskiego w Rzeczypospolitej Obojga Narodów.
Późniejsze zapisy, potwierdzające istnienie wsi, odnotowują m.in. sprzedaż wsi Krzysztofowi Gorzeńskiemu przez Andrzeja Gostyńskiego w 1688 roku. W połowie wieku XVIII wieś odziedziczył Andrzej Wilczyński; dzierżawił ją Wojciech Morawski, który potem wykupił ją jako zastaw. W 1783 w Pudliszkach urodził się syn Wojciecha – Franciszek Morawski, późniejszy generał, adiutant Henryka Dąbrowskiego, ambasador i minister wojny. W 1823 roku wieś przeszła na własność Łubieńskich, kiedy najmłodszy syn ministra finansów Feliksa Łubieńskiego, Józef, ożenił się z córką dziedzica Pudliszek, Józefą Morawską.
Wskutek II rozbioru Polski w 1793, miejscowość przeszła pod władanie Prus i jak cała Wielkopolska znalazła się w zaborze pruskim. W okresie Wielkiego Księstwa Poznańskiego (1815–1848) miejscowość należała do wsi większych w ówczesnym pruskim powiecie Kröben (krobskim) w rejencji poznańskiej. Pudliszki należały do okręgu krobskiego tego powiatu i stanowiły siedzibę odrębnego majątku, którego właścicielem był wówczas (1846) Józef Łubieński. Według spisu urzędowego z 1837 roku wieś liczyła 255 mieszkańców, którzy zamieszkiwali 24 dymy (domostwa). W skład majątku Pudliszki wchodziły także: Karzec (24 domy, 195 osób), Kokoszki (13 domów, 176 osób), Kuczyna (15 domów, 178 osób) oraz Kuczynka (8 domów, 91 osób). W 1920 roku Stanisław Fenrych założył we wsi przedsiębiorstwo Pudliszki.
Na podstawie dekretu PKWN z 31 sierpnia 1944 zostały utworzone miejsca odosobnienia, więzienia i ośrodki pracy przymusowej dla „hitlerowskich zbrodniarzy oraz zdrajców narodu polskiego”. Obóz pracy nr 158 Ministerstwo Bezpieczeństwa Publicznego utworzyło w Pudliszkach.
W latach 1975–1998 miejscowość położona była w województwie leszczyńskim.
W miejscowości działało Państwowe Gospodarstwo Rolne Pudliszki.

## Pałac i park
W 1823 r. we wsi wybudowano dla Józefa Łubieńskiego klasycystyczny pałac z podpiwniczonym piętrem oraz mieszkalnym poddaszem. U Józefy Łubieńskiej, gościł tu w 1831 Adam Mickiewicz, a także dwukrotnie – w 1842 i 1846 – Cyprian Kamil Norwid. Pałac był później wielokrotnie przebudowywany. Kryty jest czterospadowym dachem, w obu fasadach znajdują się pozorne ryzality, ryzalit w fasadzie frontowej podzielony jest czterema pilastrami według porządku jońskiego i zwieńczony jest trójkątnym frontonem.
Wokół pałacu Łubieńscy urządzili park krajobrazowy (dziś znajdują się tam m.in. pomniki przyrody – dwa platany i wiąz) o powierzchni 4,52 ha z dwoma stawami.
W 1855 zespół pałacowy przeszedł w ręce Webendörferów, w 1888 Hermanna Kennemanna (współtwórcy Hakaty) i rodziny Jouanne, potem Mikulskich, wreszcie Fenrychów.

## Sport
Klub piłkarski Zjednoczeni Pudliszki został założony w 1951 roku. Największy jego sukces to występ w III lidze w sezonie 1982/83 oraz występ w Pucharze Polski w sezonie 1991/92.